# 消化作用
消化作用（digestion）简称消化，是指異營生物將食物（大分子）分解成足夠小的水溶性分子（小分子），可以溶解在血漿，讓身體能夠吸收利用的過程。有些動物會透過小腸吸收小分子，帶到血液系統中。
消化作用是生物异化作用（分解代謝）的一環，可以分為兩個階段：首先藉由機械性的作用（機械消化，mechanical digestion）或稱物理消化，將食物碎裂成小裂片；其次是化學性的作用（化學消化，chemical digestion），經由酶的催化，將大分子水解成小分子單體。無法消化的殘渣則會再排出體外。
大多數食物中所含的有機物包括蛋白質、脂肪和碳水化合物。由於這些大分子聚合物無法穿過細胞膜進入細胞內，而且動物需要用單體來合成自身身體所需的聚合物，因此動物需要藉由消化作用將食物中的大分子分解成單體。例如將蛋白質分解為胺基酸，多醣及雙醣分解為單醣，脂肪分解為甘油及脂肪酸等。

## 消化系統
最簡單的生命體，例如原生動物，會利用擴散、主動運輸或胞吞作用而將食物顆粒直接從周圍環境中送入細胞內，再以酵素分解而獲取營養物，這樣的方式稱為胞內消化。胞內消化不需要機械性裂解食物的過程，也不需要消化道或腔室，因此限制了此類動物的體型及複雜度，只能利用小的食物顆粒來獲取營養素。
較大型的動物又演化出胞外消化的構造與機制。在消化道中，利用機械性及化學性的作用，可將大塊食物分解成小分子的營養素，這些營養素被吸收後，參與代謝及合成作用。
原始的多細胞動物，例如水螅，其腸道是封閉的囊狀物，只有一個開口作為入口及出口，稱為消化循環腔，是一種不完全消化道（incomplete gut）。而自囊蠕蟲類動物起，例如蠕蟲、蛔蟲，開始發育出肛門，具有口、咽、肛門及完整腸道，是完全消化道（complete gut）。完全消化道可使食物往單方向移動，不會與先前攝入的食物或廢物混合，並且能循序漸進的處理食物，使食物在不同的步驟中被有效率的消化。

### 分泌系統

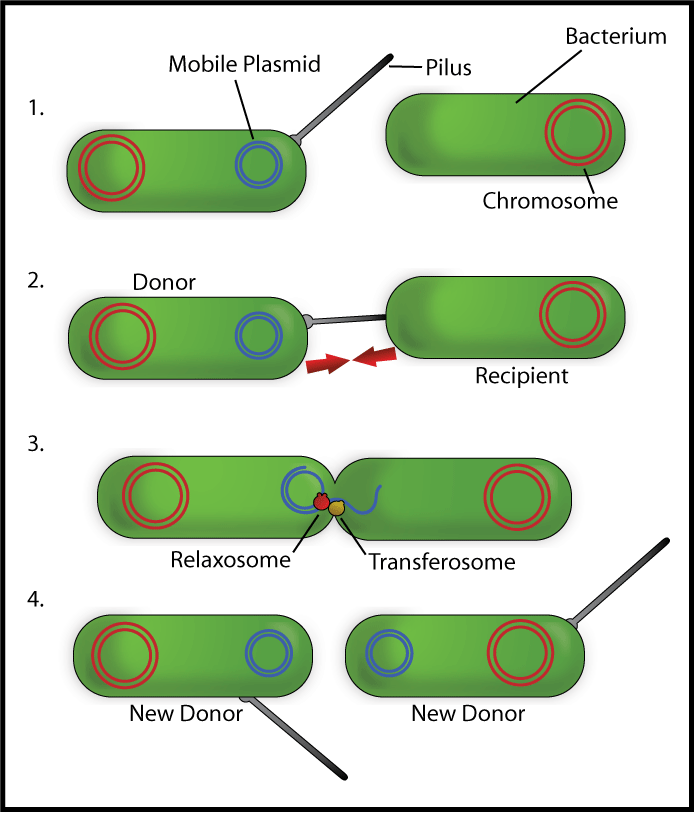
細菌接合機制的示意圖1-供體細胞產生性菌毛2-性菌毛連上受體細胞，使兩細胞連在一起3-流動的質體被剪切後，一小段DNA被轉移到受體細胞4-兩個細胞重新將質體繞成圈，合成第二條鏈條，性菌毛再生。這時，兩個細胞都能提供質體了。

細菌利用幾種不同的系統來獲得外界其他有機體的養份。

#### 通道传输系统
在通道传输系统中，由幾種蛋白質形成細菌細胞膜內部和外部之間的通道。通道传输系统包括三種蛋白質：ATP结合盒转运蛋白家族、膜融合蛋白（MFP）及外膜蛋白（OMP）。此分泌系統可以輸送各種不同的分子：從離子、藥物、到不同大小的蛋白質（20-900kDa）。所分泌的分子可以從大腸桿菌的肽大肠杆菌素（10 kDa）到螢光假單胞菌的细胞粘附蛋白（900 kDa）。

### 分子注射器
有些細菌（像沙門氏菌屬、志賀氏菌屬等）可以透過分子注射器（molecular syringe）注射養份或毒素到其他單細胞生物的細胞中。最早是在鼠疫桿菌中發現此機制，而且證實可以直接將毒素注射到宿主的細胞質內，而不只是分泌到细胞间质中。

#### 接合機制
有些細菌有接合機制，可以交換DNA及蛋白質。此機制是在農桿菌中發現，利用此一機制引入Ti質粒到宿主的蛋白質中，因而引發冠纓。

#### 外膜囊泡释放
除了利用上述的多蛋白質複合物外，革蘭氏陰性菌還有另一種釋放物質的方法：形成外膜囊泡。

### 消化腔
消化腔的作用類似胃，一方面進行消化作用，另一方面也將營養分佈到身體的各部份。細胞外消化就是發生在中央消化腔外，其內裡是消化內皮層（gastrodermis），是上皮組織的內層，消化腔對外只有一個開口，具有攝取食物及排泄的功能，消化後的殘餘物及未消化物質從這個出口排到體外，這可以稱為是不完全的腸道。

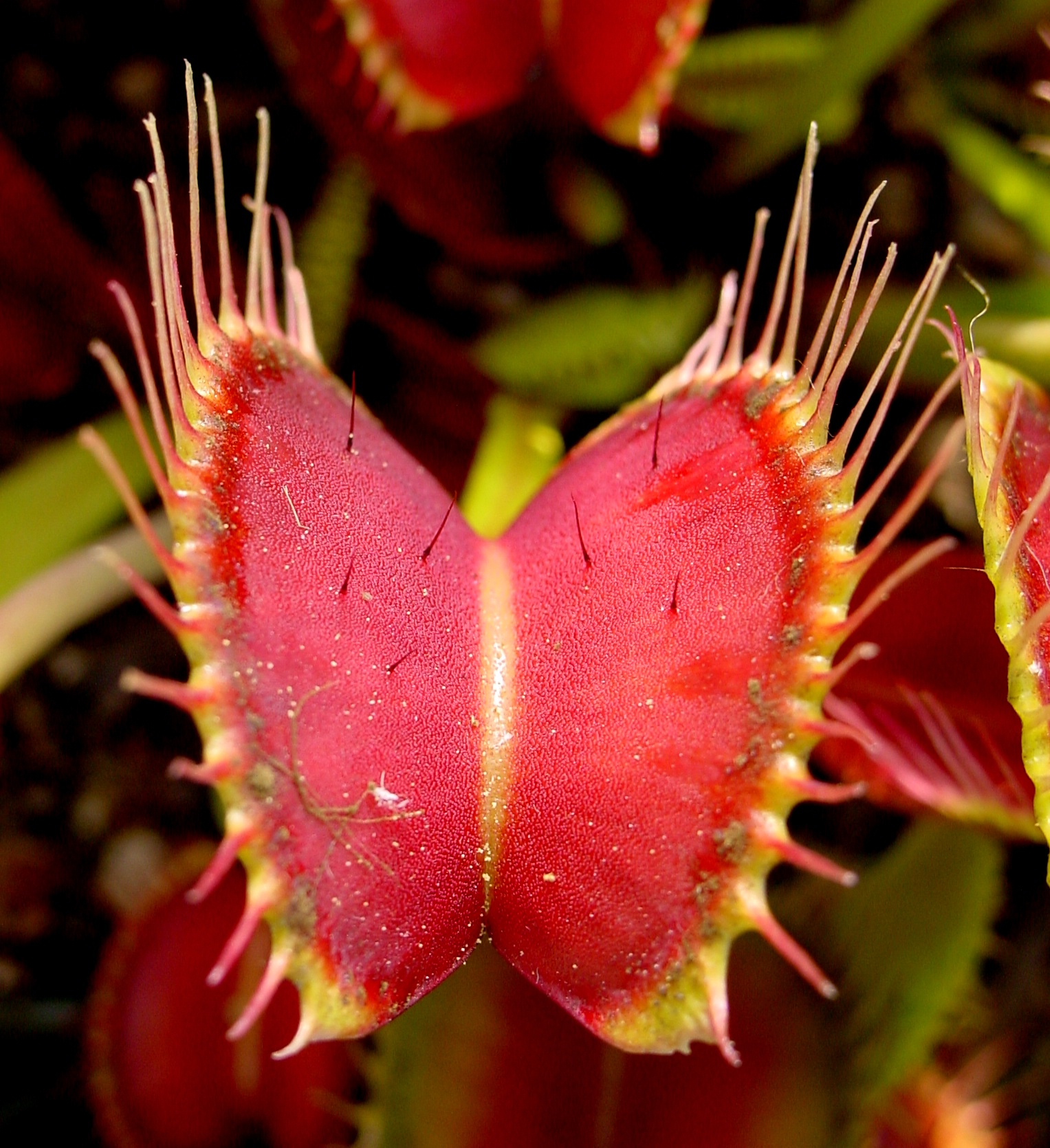
捕蠅草的葉子

像捕蠅草之類可以用光合作用來產生食物的植物。其捕捉獵物並且消化的原因不像一般動物為了採集能量及碳元素，而是為了攝取必要的營養素（特別是氮和磷），這些營養素在其酸性沼澤棲息地是很不容易取得的。

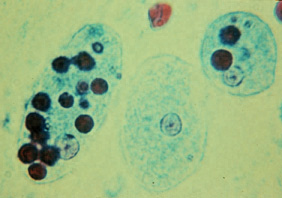
溶組織阿米巴的滋養期，其中有已吞噬的红血球

### 吞噬体
吞噬体是因為吞噬作用吸收的物質，其周圍形成的液胞。吞噬体是因為物質附近的细胞膜融合後所產生的。吞噬体也是细胞区室，致病微生物會在吞噬体內被殺死及消化。吞噬体在其成長過程會和溶酶體融合，最後形成吞噬溶酶體。人類體內的溶组织内阿米巴會吞噬红血球。

## 脊椎动物消化作用的簡介
對大部份的脊椎动物而言，消化是在消化系統中多步驟的作用，從攝取食物（多半是其他的動植物）開始。消化作用也會包括一些物理程序及化學程序，可以分為以下四個步驟：
1. 攝食：將食物放入口中（食物進入消化系統的起點）。
2. 物理性及化學性的分解：口中咀嚼是物理性的分解，之後食團（英语：Bolus (digestion)）在胃腸中和水、胃酸、胆汁和酵素混合，將大型的分子分解為較簡單的結構。
3. 吸收：營養素從消化系統藉由渗透、主動運輸及扩散作用吸收到循环和淋巴毛细血管中。
4. 排泄：最後無法消化的殘餘物質會透過排便離開消化道。

讓消化作用正常作用的關鍵是消化系統中肌肉的動作，包括吞咽和蠕动運動。消化作用中的每一個步驟都需要能量。因此在從吸收的物質中取得能量之前，需要先消耗一些能量。消化作用需要能量的差異對於動物的生活方式、行為，甚至其外形都有很大的影響。像人類都和其他的人科動物有很大的不同（例如缺乏體毛、较小的颌骨和肌肉组织、齒列不同、腸子長度不同，是否會烹煮食物等）。
消化作用主要是發生在小腸中，大腸主要的作用是利用腸道菌種讓無法消化的物質發酵，並且在排泄之前吸收殘餘物質中的水份。

### 哺乳類的消化作用
哺乳類的消化準備工作是從头相開始，口腔會分泌唾液，胃部也會分泌消化酶。食物入口後，哺乳類會咀嚼食物，並且食物和唾液混合，此時開始了物理性及化學性的分解，之後食物進入胃部，繼續其他的酵素作用。胃部也會繼續進行物理性及化學性的分解，靠的是胃部的搅拌食物，以及讓食物与胃酸和酵素混合。養份吸收是在胃部（胃酸）以及腸道（腸液、胰液、膽汁），最後殘餘物質會透過排便離開消化道（排遺作用）。

## 不同物質的消化

### 蛋白質的消化
蛋白質是在胃進行消化，有三種主要的酵素：由胃部分泌的胃蛋白酶，以及胰臟分泌的胰蛋白酶及胰凝乳蛋白酶，可以將食物中的蛋白質分解為多肽，之後再由外肽酶及多肽酶分成胺基酸。不過胃和胰臟多半不會直接分泌消化酵素，而是分泌無活性的前体酶原。例如胰蛋白酶是以胰蛋白酶原的形式，由胰腺所分泌，再經由十二指腸的肠激酶活化成為胰蛋白酶。胰蛋白酶可以將蛋白质分解為較小的多肽。

### 脂質的消化
有些脂質是從進入口腔起就開始消化，舌脂肪酶會將一些短鏈的脂質轉換為甘油二酯。不過大部份的脂質是在小腸消化的。小腸中脂肪的出現會產生激素，會讓胰腺釋放胰脂肪酶，讓肝臟釋放胆汁酸，有助於脂肪的乳化，可以以脂肪酸的形式吸收。一莫耳脂肪（三酸甘油酯）在完全消化後會變成脂肪酸、甘油一酯、甘油二酯以及一些未分解三酸甘油酯的混合物，但其中不會有游離的甘油分子。

### 醣類的消化
人類可以消化的膳食澱粉是由葡萄糖單位組成的長鏈，稱為直鏈澱粉，屬於多糖。在消化時，唾液中和胰臟分泌的淀粉酶會破壞葡萄糖分子之間的鏈結，因此葡萄糖的長鏈會變短，產物會是結構較簡單，可以被小腸吸收的葡萄糖及麥芽糖（二個葡萄糖組成的雙醣）。
乳糖酶可以將乳糖分解為葡萄糖及半乳糖。小腸可以吸收葡萄糖及半乳糖。大約有65%的成年人分泌的乳糖酶不足，因此無法消化未发酵的乳製品，這稱為乳糖不耐症。乳糖不耐症隨著族群而不同，東亞血統人群超過90%有乳糖不耐症，而北歐後裔只有約5%有乳糖不耐症。
蔗糖酶是分解蔗糖的酶，消化後會得到果糖及葡萄糖，可以由小腸持續的吸收。

### DNA和RNA的消化
DNA和RNA會由胰腺分泌的去氧核糖核酸酶（DNase）及核糖核酸酶（RNase）等核酸酶分解為核苷酸。

## 非破壞性消化
有些營養素是複雜結構的分子（例如维生素B12），若分解其分子就會破壞營養素的功能。為了可以以非破壞性的方式消化维生素B12，唾液中的haptocorrin會和维生素B12形成強力的鍵結，當维生素B12進入胃部，haptocorrin可以保護B12不會被胃酸分解。
维生素B12-haptocorrin複合物會從胃部通過幽門，進入十二指腸，胰腺蛋白酶會將haptocorrin和维生素B12分離，而维生素B12會和內在因子（IF）結合。维生素B12-內在因子複合物會再行進到小腸迴腸段，而cubilin接受器會進行同化作用，使维生素B12-內在因子複合物進入血液系統。